# 固倫端順長公主墓
固倫端順長公主墓是清朝固倫端順長公主之墓，位于北京市西城区德胜门外冰窖口胡同。

## 建筑
固倫端順長公主墓位于冰窖口胡同。该墓原有享殿，墓碑立于享殿以南。1980年代，享殿被拆除。2004年10月，在进行热力施工时出土了墓碑，2005年3月立于原享殿旧址西南侧。
固倫端順長公主墓碑材质为青白石，趺座螭首，碑阳为满文及汉文“端顺长公主”，字体是双勾楷书，四周雕有龙纹，碑阴无字。